# Лаура Кальмарі
Лаура Естерберг Кальмарі (фін. Laura Österberg Kalmari, нар. 27 травня 1979) — колишня фінська футболістка, яка грала на позиції нападниці в національній збірній Фінляндії.

## Клубна кар'єра
Лаура Кальмарі виїхала навчатися в Портлендський університет та виступала за його команду. У професійному футболі дебютувала  у фінській команді «Мальмін Паллосеура», після чого перейшла до складу столичної команди «ГІК» 
З 2002 по 2009 роки грала у Швеції за клуби «Умео», «Юргорден-Альвсьо» та «Сульна».
Під час виступів у складі «Умео» двічі з ним вигравала Кубок УЄФА.

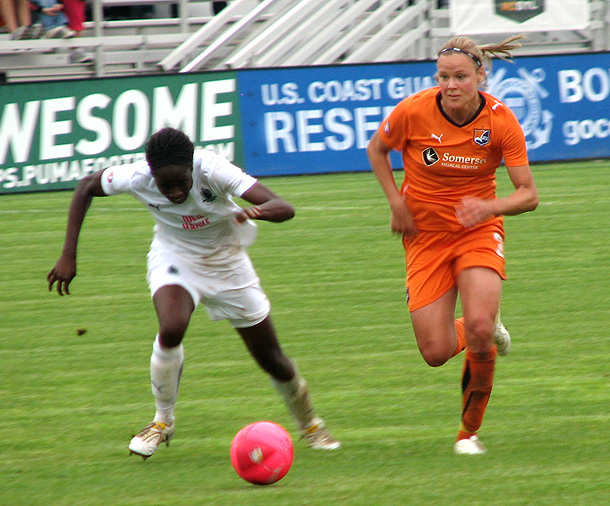
Лаура Калмарі у футболці «Sky Blue» з Нью-Джерсі

На прикінці футбольної кар'єри виступала за американський клуб «Скай Блю». У квітні 2012 року оголосила про завершення своєї кар'єри.

## Кар'єра в збірній
У 2005 році Кальмарі брала участь у чемпіонаті Європи-2005. На тому Євро збірна Фінляндії дійшла  до півфіналу, що залишається найкращим досягненням цієї країни в жіночому футболі.
Після трьохрічної перерви в міжнародному футболі, яка була у зв'язку з вагітністю та народженням доньки, Кальмарі була знову вікликана до національної збірної в січні 2009 року. Вона взяла участь у домашньому  чемпіонаті Європи-2009, який проходив того року у Фінляндії. Її команда дійшла до чвертьфіналу.
Усього за збірну Лаура Кальмарі провела 130 матчів, забивши в них 41 гол. Кальмарі п'ять разів перемагала у званні найкращої футболістки Фінляндії. Вона отримувала цю нагороду в 1999, 2003, 2006, 2009 та 2010 роках

## Досягнення

### Командні
Кубок УЄФА:
- Переможниця (2): 2003, 2004

Чемпіонат Фінляндії:
- Чемпіон (4):  1998, 1999, 2000, 2001

Кубок Фінляндії:
- Володарка (5): 1996, 1997, 1998, 1999, 2000

Дамаллсвенскан:
- Чемпіон (1):  2002

Кубок Швеції:
- Володарка (3): 2002, 2003, 2005

### Збірна
- Чемпіонат Європи :
  -  Бронза (1): 2005